# Robert O'Brien
Robert O'Brien (11 april 1908 – 10 februari 1987) was een Formule 1-coureur uit de Verenigde Staten. Hij nam deel aan de Grand Prix van België in 1952 voor het team Simca-Gordini, maar finishte zes ronden achter de winnaar en scoorde geen punten.